# ورنس سور سین
ورنس سور سین (به فرانسوی: Varennes-sur-Seine) یک کمون در فرانسه است که در Canton of Montereau-Fault-Yonne واقع شده‌است.

## خصوصیات
ورنس سور سین ۱۰٫۰۲ کیلومترمربع مساحت و ۳٬۱۹۲ نفر جمعیت دارد.